# Phoma radicis-callunae
Phoma radicis-callunae är en lavart som beskrevs av R.W. Rayner. Phoma radicis-callunae ingår i släktet Phoma, ordningen Pleosporales, klassen Dothideomycetes, divisionen sporsäcksvampar och riket svampar.   Inga underarter finns listade i Catalogue of Life.